# Фримен, Ричард Остин
Ричард Остин Фримен (англ. Richard Austin Freeman, 11 апреля 1862 — 28 сентября 1943) — британский писатель, автор детективов о судебно-медицинском следователе докторе Торндайке. Фримен утверждал, что изобрел перевёрнутый детектив. Был членом Детективного клуба с самого его основания в 1930 году. Фримен использовал свой опыт работы хирургом при написании книг, в его романах есть много отсылок к таким наукам как тропическая медицина и токсикология.

## Биография
Ричард Остин Фримен был младшим из 5 детей портного Ричарда Фримена и Анны Марии Данн. Сначала он учился на аптекаря, а затем изучал медицину в больнице Мидлсекс, получив квалификацию в 1887 году. В том же году он женился на Энни Элизабет, от которой у него было 2 сына. Он поступил на колониальную службу и был отправлен в Аккру на Золотом Побережье. В 1891 году он вернулся в Лондон, страдая от лихорадки Блэкуотер, но не смог найти постоянную медицинскую работу. Поэтому решил поселиться в Грейвсенде и зарабатывать деньги на написании художественной литературы, продолжая заниматься медициной.
Фримен утверждал, что изобрёл жанр перевёрнутого детектива в своем сборнике рассказов 1912 года «Поющие кости»:
Несколько лет назад я придумал в качестве эксперимента перевёрнутый детектив из двух частей. Первая часть была подробным описанием преступления, в котором излагались обстоятельства, мотивы и все сопутствующие обстоятельства. Читатель видел совершенное преступление, знал все о преступнике и располагал всеми фактами. Казалось бы, рассказывать больше нечего, но я рассчитал, что читатель будет настолько занят преступлением, что не обратит внимания на улики. И так получилось. Вторая часть, описывающая расследование преступления, имела для большинства читателей эффект нового вещества.
Его первые рассказы были написаны в соавторстве с Джоном Джеймсом Питкэрном (1860—1936), медицинским сотрудником тюрьмы Холлоуэй, и опубликованы под псевдонимом «Клиффорд Эшдаун» (англ. Clifford Ashdown). Первый детектив с доктором Торндайком, «The Red Thumb Mark», был опубликован в 1907 году, а вскоре после этого он стал пионером нового детективного жанра, в которой личность преступника была известна с самого начала. Во время Первой мировой войны он служил капитаном в медицинском корпусе королевской армии, а затем выпускал романы о Торндайке почти каждый год до самой своей смерти в 1943 году.
Фримен придерживался консервативных политических взглядов. Фримен высказал мнение, что механизация наводнила Великобританию некачественными товарами и создала «…беспокойный, объединенный в профсоюзы рабочий класс». Фримен поддерживал теорию евгеники, называл иммигрантов «недочеловеками» и утверждал, что людям с "«нежелательными» биологическими чертами следует препятствовать размножаться посредством «сегрегации, ограничения брака и стерилизации».

## Доктор Торндайк
Доктор Джон Эвелин Торндайк — вымышленный детектив в серии из 22 романов и 40 рассказов. По профессии доктор, он обратился к судебной практике и стал одним из первых ученых судебно-медицинской экспертизы. Его расследования основаны на методе сбора всех возможных данных (вплоть до изучения улиток из пруда, в котором нашли тело жертвы). В расследовании убийств Торндайку часто помогал его коллега Кристофер Джервис (обычно выступает в качестве рассказчика) и всегда находчивый лаборант Натаниэль Полтон. В отличие от многих других детективов-любителей и частных сыщиков, Торндайк имеет хорошие отношения с полицией, несмотря на то, что доказывал им неправоту следователей во многих делах. Внешне Торндайк высокий, атлетически сложенный, красивый и умный. Он никогда не был женат и не имеет детей.
Рассказ о Торндайке «Дело Оскара Бродского» по утверждению Фримена стал первым образцом «перевёрнутого детектива».

## Критика
Библиограф Эверетт Франклин Блейлер писал о Фримене:
По крайней мере, в течение первых 25 лет своей карьеры он доминировал в мире британской детективной литературы <…> Фримен всегда был в первых рядах. Сегодня, вместе с Честертоном, которого помнят и по другим причинам, он является одним из немногих писателей детективных романов, которые все еще читаются.
Раймонд Чандлер отмечал в своём письме к британскому издательству «Hamish Hamilton»:
Этот человек, Остин Фримен — замечательный автор. У него нет равных в своем жанре, и он также намного лучший писатель, чем вы могли бы подумать <…> Он исполняет даже то ожидание, которое совершенно неожиданно <…> Есть даже некоторое очарование в его викторианских любовных делах и тех замечательных прогулках по Лондону.
Писатель Джулиан Симонс писал:
…Его писательские таланты были ничтожны. Чтение историй Фримена очень похоже на жевание сухой соломы.

### Доктор Торндайк

#### Романы
- «Красный отпечаток большого пальца» (англ. The Red Thumb Mark; 1907)
- «Око Озириса» (англ. The Eye of Osiris; 1911)
- The Mystery of 31 New Inn (1912)
- A Silent Witness (1914)
- Helen Vardon’s Confession (1922)
- The Cat’s Eye (1923)
- The Mystery of Angelina Frood (1924)
- The Shadow of the Wolf (1925)
- «Тайны Д’Эрбле» (англ. The D’Arblay Mystery; 1926)
- A Certain Dr. Thorndyke (1927)
- As A Thief in the Night (1928)
- The Famous Cases of Dr. Thorndyke (1928)
- Mr. Pottermack’s Oversight (1930)
- Pontifex, Son and Thorndyke (1931)
- When Rogues Fall Out (1932)
- Dr. Thorndyke Intervenes (1933)
- For the Defence: Dr. Thorndyke (1934)
- The Penrose Mystery (1936)
- Felo de Se (1937)
- The Stoneware Monkey (1938)
- Mr. Polton Explains (1940)
- The Jacob Street Mystery (1942)

#### Сборники рассказов
- John Thorndyke’s Cases (1909)
- «Поющие кости» (англ. The Singing Bone) (1912)
- The Great Portrait Mystery and other Stories (1918)
- Dr. Thorndyke’s Casebook (1923)
- The Puzzle Lock (1925)
- The Magic Casket (1927)
- The Best Dr. Thorndyke Detective Stories (1973)
- The Dead Hand and Other Uncollected Stories (1999)

### Romney Pringle

#### Романы
- The Adventures of Romney Pringle, with John Pitcairn, as Clifford Ashdown (1902)
- The Further Adventures of Romney Pringle, with John Pitcairn, as Clifford Ashdown (1903 in Cassell’s Magazine; first book publication, 1970)
- From a Surgeon’s Diary, with John Pitcairn, as Clifford Ashdown (1904-5 in Cassell’s Magazine; first book publication, 1977)

#### Рассказы
- The Assyrian Rejuvenator. Cassell’s Magazine, June 1902
- The Foreign Office Despatch. Cassell’s Magazine, July 1902
- The Chicago Heiress.. Cassell’s Magazine, August 1902
- The Lizard’s Scale. Cassell’s Magazine, September 1902
- The Paste Diamonds. Cassell’s Magazine, October 1902
- The Kailyard Novel. Cassell’s Magazine, November 1902
- The Submarine Boat. Cassell’s Magazine, June 1903
- The Kimberley Fugitive. Cassell’s Magazine, July 1903
- The Silk Worms of Florence. Cassell’s Magazine, August 1903
- The Box of Specie. Cassell’s Magazine, September 1903
- The Silver Ingots. Cassell’s Magazine, October 1903
- The House of Detention. Cassell’s Magazine, November 1903
- The Adventure at Heath Crest. Cassell’s Magazine, December 1904
- How I Acted for an Invalid Doctor. Cassell’s Magazine, January 1905
- How I Attended a Nervous Patient. Cassell’s Magazine, February 1905
- How I Met a Very Ignorant Practitioner. Cassell’s Magazine, March 1905
- How I Cured a Hopeless Paralytic. Cassell’s Magazine, April 1905
- How I Helped to Lay a Ghost. Cassell’s Magazine, May 1905

### Другое
- The Golden Pool: A Story of a Forgotten Mine (1905)
- The Unwilling Adventurer (1913)
- The Uttermost Farthing (1914)
- The Exploits of Danby Croker (1916)
- The Surprising Experiences of Mr Shuttlebury Cobb (1927)
- Flighty Phyllis (1928)
- The Queen’s Treasure, with John Pitcairn, as Clifford Ashdown (written around 1905/6, but not published until 1975)
- The Interior of the Gold Coast. Macmillan’s Magazine, June 1899
- In the London Docks. Living London, January 1902
- Hospital London. Living London, June 1902. Reprinted Living London, December 1902
- Afflicted London. Living London, September 1902. Reprinted Living London, October 1905
- The Coastwise Lights of England. Cassell’s Magazine, November 1902
- London below Bridge. Living London, December 1902. Reprinted Living London, January 1906
- The Royal Yacht. Cassell’s Magazine, April 1903
- A Thames Sailing Barge Match. Cassell’s Magazine, September 1903
- Small Yacht Racing. Cassell’s Magazine, May 1904
- The Sentinels of the Port of London. Cassell’s Magazine, October 1905
- Down the River. Cassell’s Magazine, January 1906
- The Tightening Grip. Straits Times, 5 November 1917
- The Art of the Detective Story. The Nineteenth Century and After, May 1924
- The Pendulum. Todmorden Advertiser and Hebden Bridge Newsletter, 23 March 1928
- An Englishman’s Rights. Nottingham Evening Post, 28 February 1929
- The Two Aspects of Liberty. Hartlepool Northern Daily Mail, 10 April 1933
- Democracy to Dictatorship. Hartlepool Northern Daily Mail, 3 March 1934 (Freeman’s original title was «From Democracy to Dictatorship»)
- Liberty and Property. Nottingham Evening Post, 29 November 1934
- The Return of the Autocrat — Orders in Council. Linlithgow Gazette, 3 April 1936
- What Has become of Democracy?. Mid-Sussex Times, 28 April 1936
- Liberty and Intelligence. Portsmouth Evening News, 16 October 1936
- Does Dullness Create Dictatorship?. Hartlepool Northern Daily Mail, 17 October 1936
- Preservation of Liberty. Portsmouth Evening News, 18 June 1937
- Liberty and Reciprocity. Linlithgowshire Gazette, 18 June 1937
- On Being a Good Neighbour. Kirkintilloch Herald, 23 June 1937
- Liberty and Physique. Hartlepool Northern Daily Mail, 29 January 1938
- Enemies of Liberty. West London Observer, 2 December 1938
- War is Destructive of Liberty. Sunderland Daily Echo & Shipping Gazette, 14 July 1939
- Liberty and Peace. West London Observer, 21 July 1939
- Individualism and War. Falkirk Herald, 18 October 1939
- War Sacrifices for a Purpose. Grimsby Daily Telegraph, 23 November 1939
- Hard Cases and Bad Law. Hartlepool Northern Daily Mail, 4 April 1940
- Liberties Surrendered for Future Freedom. Portsmouth Evening News, 12 September 1940 [Also published as Hitlerism 'On Appro.', Freeman’s original title, Motherwell Times, 13 September 1940]
- Freedom of the Citizen. Hartlepool Northern Daily Mail, 13 September 1940
- Good Breeding — The Importance of Eugenics. Thanet Advertiser, 25 April 1941
- Eugenics and Liberty. Falkirk Herald, 23 April 1941; also published as ‘’Good Breeding; The Importance of Eugenics’’. Thanet Adviser, 25 April 1941
- What of the Future?. Falkirk Herald, 29 October 1941
- The Passing of Personal Liberty. Hartlepool Northern Daily Mail, 24 April 1942; also published as The Passing of Personal Liberty towards the Human Ant-Hill. West London Observer, 1 May 1942. (Freeman’s original title was The Passing of Freedom)
- Liberty and Equality. Falkirk Herald, 9 September 1942
- The Medical Profession. Mid-Sussex Times, 30 December 1942 (Freeman’s original title was The Socialisation of the Medical Profession)
- The Doppelganger. Publication unknown
- The Economics of Liberty. Publication unknown
- The Militant’s Strategy. Publication unknown
- Is Fingerprint Evidence Fallible?. Publication unknown
- His Majesty’s Savings. Publication unknown
- Hot Boiled Beans. Publication unknown
- The Renegades. Publication unknown
- The Three Wishes. Publication unknown
- The Unauthorised Raiders. Publication unknown

### Так же
В записях литературного агента Фримана, A P Watt, указаны следующие пункты как опубликованные, но не приводятся какие-либо дополнительные детали
- The Adventures of Jack Osmond (так же A Certain Dr Thorndyke)
- The Auchtermuchtie Burglary
- The Automatic Boat
- La Belle Anglaise
- The Cavern
- A Corpse in the Case
- A Crusader’s Misadventures
- The Haarschneide Machine
- Mr Pordle’s Homecoming

## В популярной культуре
- В «Owl’s Well That Ends Well» Донны Эндрюс мотивом убийства послужил старинный экземпляр романа Р. Остина Фримена «The Uttermost Farthing».
- В романе Алана Брэдли «Сладость на корочке пирога» героиня Флавия де Люс упоминает, что читала рассказы Остина Фримена.